# U.V. (roman)
Pour les articles homonymes, voir UV.
U.V. est un roman de l'écrivain français Serge Joncour, publié en septembre 2003 aux éditions Le Dilettante (et sorti en édition livre de poche chez Gallimard dans la collection Folio en avril 2005).

## Résumé
Boris arrive au cœur de l'été dans une villa familiale de vacances, sur une île de Bretagne ; il se présente comme un ami de Philip, fils de la famille, qui l'y rejoindra plus tard. Cet inconnu arrive à charmer tous les membres de la famille, sauf André-Pierre, le beau-frère de Philip, qui est jaloux de sa prestance. Il commence à angoisser et à imaginer le pire… car Philip ne donne aucune nouvelle, le temps passant.

## Récompense
Roman lauréat du Prix France Télévisions en 2003.

## Adaptation
Ce roman a été adapté au cinéma sous le même titre U.V., film français de 2007 réalisé par Gilles Paquet-Brenner.